# توسعه علم
پیشبرد علم یا توسعهٔ علم (به انگلیسی: Scientific development) زمانی اتفاق می‌افتد که مفاهیم، نوع‌شناسی، چارچوب‌های درک، روش‌ها، تکنیک‌ها و یا داده‌هایی توسعه یابند که کشف پدیده‌ها یا آزمایش توضیح آن‌ها را ممکن سازد.
باید بین دو مفهوم رشد علم و توسعهٔ علم تمایز قائل شد زیرا رشد علم، مفهوم کمی ولی توسعهٔ علم مفهوم کیفی است. در توسعهٔ علم علاوه بر رشد کمی، نهادهای اجتماعی نیز متحول خواهند شد، نگرش‌ها تغییر خواهد کرد، توان بهره‌برداری از ظرفیت‌های موجود به‌صورت مستمر و پویا افزایش یافته و هر روز نوآوری جدیدی انجام خواهد شد.

## اهداف
دو هدف اصلی توسعه علم :
- افزایش دانش مردم جامعه
- استفاده از آن دانش برای توسعهٔ فناوری